# گمینا رودا-خوتا
گمینا رودا-خوتا (به لهستانی:  Gmina Ruda-Huta) یک گمینا در لهستان است که در شهرستان خوم واقع شده‌است. گمینا رودا-خوتا ۱۱۲٫۴۸ کیلومتر مربع مساحت و ۴٬۸۱۳ نفر جمعیت دارد.